# Aniversarea lui Data
„Aniversarea lui Data” (titlu original: „Data's Day”) este al 11-lea episod din al patrulea sezon al serialului TV american științifico-fantastic Star Trek: Generația următoare și al 85-lea episod în total. A avut premiera la 7 ianuarie 1991.
Episodul a fost regizat de Robert Wiemer după un scenariu de Harold Apter și Ronald D. Moore.

## Prezentare
Data ia lecții de dans de la dr. Crusher ca pregătire pentru nunta Maistrului O'Brien, în timp ce Enterprise o însoțește pe Ambasadoarea T'Pel la negocieri cu romulanii. 

## Actori ocazionali
- Rosalind Chao - Keiko O'Brien
- Colm Meaney  - Miles O'Brien
- Sierra Pecheur - T'Pel/Selok
- Alan Scarfe - Mendak
- Shelly Desai - V'Sal
- April Grace - Transporter Technician

## Producție
Acesta a fost primul episod cu pisica lui Data, Spot.